# Fortunat
Fortunat is een Frans-Italiaanse film van Alex Joffé die werd uitgebracht in 1960.

## Samenvatting
1942, tijdens de Duitse bezetting van Frankrijk. Noël Fortunat is een eenvoudige volksmens die leeft van het stropen en die af en toe meer drinkt dan goed voor hem is. Op een dag vraagt de onderwijzeres van het dorp hem een geheime opdracht uit te voeren. Hij moet mevrouw Valcourt, een Parisienne, en haar twee kinderen over de demarcatielijn loodsen en hen doorheen de Vrije zone begeleiden tot in Toulouse. Mevrouw Valcourt wordt door de nazi's opgespoord sinds haar man, een leider van de Résistance, door hen is aangehouden. De familie neemt een andere identiteit aan waarbij Fortunat de rol van de echtgenoot op zich neemt. 
Tijdens de treinreis naar het zuiden blijkt de afstand groot tussen de simpele Fortunat en Juliette Valcourt, die uit een grootburgerlijk milieu afkomstig is. Ze ergert zich aan zijn volkse manieren. Wanneer ze aankomen in de haar toegewezen eenvoudige verblijfplaats is Juliette ontgoocheld. De eigenaar vraagt Fortunat enkele dagen ter plaatse te blijven omdat Juliette weleens domme dingen zou kunnen uithalen door bijvoorbeeld te verhuizen.
Fortunat, die zich gaandeweg heeft gehecht aan zijn beschermelingen, aanvaardt dit en helpt Juliette zich te installeren. Hij schiet haar te hulp waar hij kan. Juliette waardeert zijn hulpvaardigheid en zijn toewijding en haar kinderen raken verslingerd op hem. Fortunat voelt zich zo goed bij 'zijn' gezin dat hij langer blijft. Ook tussen Juliette en Fortunat ontstaat er meer en meer toenadering. 
Wanneer Juliettes man uit gevangenschap terugkeert is Fortunat teleurgesteld maar ten slotte begrijpt hij dat de familie weer verenigd zal worden. Hij gaat niet in op Juliettes voorstel om met hen te leven in het grote Parijse huis. Discreet verdwijnt hij uit hun leven.

## Rolverdeling
| Acteur              | Personage                     |
| ------------------- | ----------------------------- |
| Bourvil             | Noël Fortunat                 |
| Michèle Morgan      | Juliette Valcourt             |
| Frédéric Mitterrand | Maurice Valcourt              |
| Patrick Millow      | Pierre Valcourt               |
| Rosy Varte          | Rosette Falk                  |
| Teddy Bilis         | Sam Falk                      |
| Albertine Sarov     | Myriam Falk                   |
| Gaby Morlay         | juffrouw Emilienne Massillon  |
| Alan Scott          | Tom                           |
| Jean-Marie Amato    | Tonio                         |
| Pierre Doris        | meneer Dubroc                 |
| Nicole Chollet      | mevrouw Dubroc                |
| André Cellier       | vriend van juffrouw Massillon |
| Maurice Garrel      | inspecteur van de militie     |